# Juan de Dios Trías

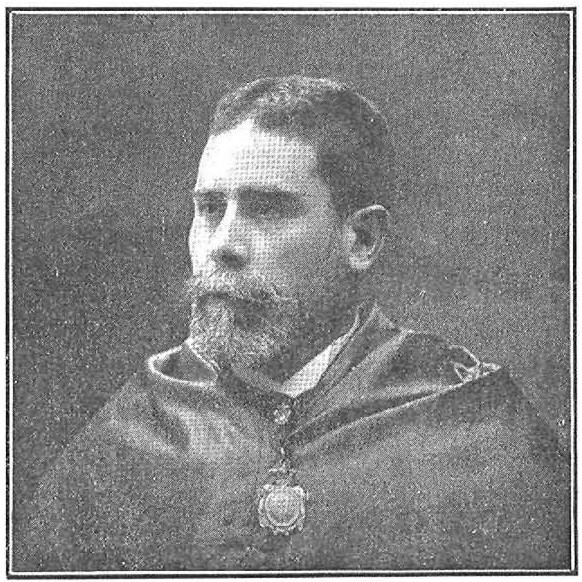
Juan de Dios Trías en una fotografía de Nuevo Mundo, 2 de abril de 1908: «El terrorismo en Barcelona. Vista del proceso Rull». Hemeroteca digital. Biblioteca Nacional de España.

Juan de Dios Trías Giró o Joan de Deu Trias i Giró (Barcelona, 28 de abril de 1854-29 de noviembre de 1914) fue un jurista español, catedrático por oposición de Historia y Elementos de Derecho Romano en la Universidad de Salamanca en 1883, y de Derecho internacional público y privado en la de Barcelona en 1886, presidente de la Academia de Jurisprudencia y Legislación de Cataluña en 1902-1903, especialista en derecho civil catalán.
Hijo de Frederic Trias, profesor de dibujo en la Escuela de la Lonja, y de María del Carmen Giró, cursó brillantemente la carrera de derecho en la Universidad de Barcelona. Obtuvo en ella el premio extraordinario de licenciatura en derecho civil y canónico en septiembre de 1880 y se doctoró por la Universidad Central de Madrid, también con premio extraordinario, en el curso 1880-1881, defendiendo el tema Reseña histórica de los gremios. El mismo año 1881 comenzó a impartir clases como profesor auxiliar en la Universidad de Barcelona. En 1883 obtuvo por oposición la cátedra de Prolegómenos o principios de Derecho natural, Historia e Instituciones de Derecho romano de la Universidad de Salamanca, reconvertida al modificarse el plan de estudios en cátedra de derecho natural, pasando por permuta a ocupar la plaza correspondiente en la Universidad de Zaragoza, en la que solo permanece hasta julio de 1886 cuando ganó por concurso la cátedra de derecho internacional público y privado en Barcelona.
Vocal de la «Comisión de Jurisconsultos Catalanes nombrada para la Recopilación del Derecho civil Catalán», presentó en 1902 junto con su presidente, Francisco Romaní y Puigdengolas, el «Ante-proyecto de apéndice del Código Civil para el principado de Cataluña que presentan a la Comisión especial constituida con arreglo al real decreto de 24 de abril de 1889», con objeto de incorporar al código civil las instituciones catalanas.
En representación de la Liga de Defensa de Barcelona ejerció la acusación popular en el proceso por terrorismo contra el anarquista y confidente policial Juan Rull y sus cómplices, responsables de la colocación de una serie de bombas en la ciudad condal.
Católico, fue presidente de la Junta Diocesana de Acción Católica de Barcelona y vicepresidente de la V Semana Social, de carácter socialcristiano celebrada en Barcelona en 1910, en representación del conservador Comité de Defensa Social.
Casado con Rosa Bes, fue padre de Josep Maria Trias de Bes i Giró.
Fue autor de numerosas publicaciones de derecho civil catalán y de derecho internacional público y privado, en las que abordó cuestiones como la nacionalidad, extraterritorialidad, la protección internacional de la propiedad industrial y la constitución del Principado de Andorra.

## Obras
- Constitución política y personalidad internacional del Principado de Andorra, Barcelona, 1890, Imp. de Subirana Hermanos;
- Estudios... de Derecho internacional privado, con aplicación al derecho español, Barcelona, 1898, José Esposa;
- Conferencias de Derecho civil catalán, Barcelona, 1899, Imprenta de La Hormiga de Oro;
- Bases para la unificación de la legislación internacional iberoamericana sobre adquisición y pérdida de ciudadanía: memoria presentada al Congreso Ibero-americano celebrado en Madrid en 1900, Barcelona, 1900, Imp. José Cunill;
- Los principios del derecho y la experimentación: discurso leído en la Academia de Legislación y Jurisprudencia de Barcelona en la sesión pública inaugural, Barcelona, 1902, Imp. Hijos de Jaime Jepús;
- Socialismo e intervencionismo: doctrina católica acerca del particular: conferencia, Barcelona, 1905, La Hormiga de Oro;
- Estudios elementales de derecho internacional privado. Tomo 1º: con aplicación especial al derecho español, Barcelona, 1910, Mariano Galve;